# إيما بيرن
إيما بيرن (بالإنجليزية: Emma Byrne)‏ (14 يونيو 1979 في جمهورية أيرلندا - ) هي لاعبة كرة قدم أيرلندية في مركز حراسة المرمى. شاركت مع منتخب جمهورية أيرلندا لكرة القدم للسيدات. أما مع النوادي، فقد لعبت مع نادي أرسنال للسيدات وFortuna Hjørring ‏ وSt Patrick's Athletic L.F.C. ‏ وBrighton & Hove Albion W.F.C. ‏.

## وصلات خارجية
- إيما بيرن على موقع الاتحاد الدولي (مؤرشف)  (الإنجليزية)
- إيما بيرن على موقع الاتحاد الأوربي (الإنجليزية)
- إيما بيرن على موقع قاعدة بيانات كرة القدم.إي يو (الإنجليزية)
- إيما بيرن على موقع Soccerway.com (الإنجليزية)
- إيما بيرن على موقع عالم كرة القدم.نت (الإنجليزية)